# عمر الغبرا
عمر الغبرا (بالإنجليزية: Omar Alghabra) هو سياسي كندي من أصل سوري من الحزب الليبرالي الكندي ولد في يوم 24 أكتوبر 1969 في مدينة الخبر في السعودية. خدم كعضو في البرلمان الكندي كممثل عن مقاطعة ميسيساغا في أونتاريو من سنة 2006. في 12 يناير 2021، عينه رئيس الوزراء جاستن ترودو وزيرا للنقل في كندا، ليصبح أول كندي من أصل سوري يتولى حقيبة وزارية في الحكومة الكندية.

## بداية حياته وتعليمه
ولد الغبرا في الخبر بالمملكة العربية السعودية لأسرة سورية. والده مهندس معماري، نقل عائلته إلى المملكة العربية السعودية في عام 1968.  وذكر الغبرا أنه يتذكر حرص والديه عليه، وذهابه إلى مدرسة خاصة، وزيارته سوريا في الصيف.  أكمل الغبرا تعليمه الثانوي في مدرسة الظهران الأهلية في الخبر. ثم انتقل إلى دمشق، سوريا، حيث بدأ دراسته الجامعية في الهندسة في جامعة دمشق. ثم قرر إكمال تعليمه في كندا.
انتقل الغبرا إلى تورنتو عندما كان يبلغ من العمر 19 عامًا للالتحاق بالمدرسة. التحق بالصف 13 للحصول على شهادة المدرسة الثانوية في أونتاريو. وفي وقت لاحق، حصل على بكالوريوس الهندسة في معهد ريرسون للفنون التطبيقية. 
التحق الغبرا أيضًا بجامعة يورك، حيث تخرج بدرجة الماجستير في إدارة الأعمال. 

## حياته المهنية
كانت أول وظيفة للغبرا في شركة إينزوورث مشرِفًا لضمان الجودة. انتقل لاحقًا إلى قسم المبيعات وعمل مشرفًا للصيانة التنبؤية.  بعد ذلك، انضم إلى جنرال إلكتريك (GE) حائزًا للحزام الأسود في Six Sigma في مجال الخدمات الصناعية.  أصبح رائد الأعمال العالمي لأعمال قطع الغيار الصناعية المُعاد تجديدها لشركة جنرال إلكتريك.
بعد هزيمته السياسية في الانتخابات العامة لعام 2008، انضم الغبرا إلى شركة إنبالا باور نيتوورك نائبًا للرئيس لتطوير الشركة.  في وقت لاحق، عمل مستشارًا لرئيس العمليات في مجلس الطاقة في أونتاريو على الابتكار في قطاع المرافق.  عاد الغبرا إلى كلية الهندسة والعلوم المعمارية بعد تعيينه أستاذًا زائرًا متميزًا. في تلك الكلية، انضم أيضًا إلى حاضنة رايرسون للمشاريع الناشئة DMZ بصفة مديرٍ تنفيذيٍّ مقيم. 
كان الغبرا رئيسًا للاتحاد العربي الكندي (CAF) بين 2004-2005. بعد مغادرة الغبرا له، أدلى الاتحاد بتصريحات مثيرة للجدل، وأدان الغبرا تلك التصريحات. 

## حياته السياسية
تولى الغبرا منصبه السياسي الأول بعد الانتخابات الفيدرالية لعام 2006 للبرلمان الكندي التاسع والثلاثين، ثم مرة أخرى في عام 2015 في البرلمان الثاني والأربعين لكندا .
عندما تقاعد أحد أعضاء البرلمان ، ترك الغبرا شركة جنرال إلكتريك للترشح مرشحًا ليبراليّا في الانتخابات الفيدرالية لعام 2006 عن دائرة ميسيسوجا - إرينديل. هَزم مرشّحَ حزب المحافظين بوب ديكرت بأغلبية 3328 صوتًا.  بعد تلك الانتخابات كانت هناك حكومة أقلية لحزب المحافظين بقيادة ستيفن هاربر. وهُزم عام 2008، ثم انتخِب مرة أخرى عام 2015، وأعيد انتخابه عام 2019.
شغل منصب سكرتير البرلمان لوزير الخارجية (الشؤون القنصلية) من 2015 إلى 2018 وسكرتير البرلمان لوزير تنويع التجارة الدولية من 2018 إلى 2019.  أعيد انتخاب الغبرا في الانتخابات الفيدرالية لعام 2019. عُيِّن سكرتيرًا لمجلس النواب لرئيس الوزراء (تجديد الخدمة العامة) وسكرتير البرلمان لنائب رئيس الوزراء ووزير الشؤون بين الحكومية.  كما أدى اليمين عضوًا في مجلس الملكة الخاص في فبراير 2020.  في التعديل الوزاري في 12 يناير 2021، أصبح الغبرة وزيرا للنقل خلفا لمارك غارنو.
بعد مذكرة قرار يدين الإسلاموفوبيا وسط تهديدات بالقتل لأعضاء البرلمان المسلمين، صرح الغبرا أن همه الأساسي كان طاقمه الذي يعالج هذه الرسائل.  وتابع أنه من المهم إجراء حوار حول الإسلاموفوبيا وأنه عامدًا لا يحذف التعليقات الواردة على صفحته على الفيسبوك. يعزو الغبرا رد الفعل العنيف ضد مذكرة القرار إلى حملة من التضليل والجهل. 

### في الصفوف الخلفية

#### الشؤون القنصلية
بصفته سكرتيرًا لمجلس النواب، تولّى الغبرا ملف الشؤون القنصلية الذي أشرف على 250 ألف حالة.  عمل في قضايا جون ريسدل وجوشوا بويل وساعد في مساعدة الكنديين الذين تقطعت بهم السبل بسبب إعصار إيرما في منطقة البحر الكاريبي. 

#### التجارة
عُيّن الغبرا سكرتيرًا لمجلس النواب لوزير تنويع التجارة الدولية وشغل المنصب من 2018 إلى 2019. كما عمل الغبرا في اللجنة الدائمة للتجارة الدولية .

#### الرحلة 752
كُلّف الغبرا بالعمل مباشرة مع عائلات ضحايا رحلة الخطوط الجوية الأوكرانية الدولية PS752. وذكر الغبرا أن الحكومة تقدم المساعدة القانونية وتستكشف أشكالا من التعويض المؤقت بينما ينتظرون تسوية التعويض المناسب مع إيران.  كما أعلن الغبرا أن أوتاوا ستضاهي الأموال التي جُمعت خلال حملة كندا القوية التي أُطلقت لجمع 1.5 مليون دولار لمن فقدوا أحباءهم عندما أسقط الجيش الإيراني طائرة الركاب الأوكرانية. 

### وزير النقل
أصبح الغبرة وزيرا للنقل في 12 يناير 2021، بعد استقالة وزير الصناعة نافديب باينز، مما أدى إلى تعديل وزاري. 